# 島根県道・広島県道5号浜田八重可部線
島根県道・広島県道5号浜田八重可部線（しまねけんどう・ひろしまけんどう5ごうはまだやえかべせん）は、島根県浜田市から広島県広島市安佐北区に至る主要地方道（島根県道・広島県道）である。総延長距離が約100kmと中国地方の県道では一番距離が長い。

## 概要
島根県西部の石見地方の中心都市である浜田市と広島県都の広島市を結び、現行の道路法に基づく主要地方道として全国で初めて指定された路線のうちの1つである。国道への昇格はされていないものの、浜田自動車道が開通するまでは陰陽連絡道路としての役割を果たしていた。
第二次世界大戦前から1991年まで省営バス（国鉄バス、JRバス）広浜線が両県を直通するバスを運行していたが、道路環境はさほど良くない状況であった。特に県境の三坂峠は狭隘で約100箇所のカーブがあり、全長を11 m車に抑えたバスがやっと通過できる程度の道を、あまり速度を落とさずに走り抜けていく 国鉄バスに対して、車体の色から「青い暴走族」という異名がついた ほどである。

### 路線データ
- 起点：島根県浜田市朝日町
- 終点：広島県広島市安佐北区191号分れ交差点
- 路線延長：100.3 km（総延長）[要出典]
- 路線延長：77.474 km（実延長）
  - 島根県管理延長：48.001 km[3]
  - 広島県管理延長：27.695 km[4]
  - 広島市管理延長：1.778 km[4]

## 歴史
本路線は、旧道路法（大正8年法律第58号）によって県道浜田広島線の一部、県道広島浜田線の一部、県道吉田八重線の一部、県道壬生井原停車場線の一部を継承したものである。道路法（昭和27年法律第180号）第56条の規定に基づき、主要な都道府県道として1954年に指定された。

### 年表
- 1954年（昭和29年）1月20日 -  建設省（当時）が主要地方道浜田八重可部線として指定。
- 1954年（昭和29年）9月17日 - 広島県が主要地方道浜田八重可部線として認定[4]。
- 1993年（平成5年）5月11日 - 建設省から、県道浜田八重可部線が浜田八重可部線として主要地方道に再指定される[6]。
- 2008年（平成20年）6月1日 - 山県郡北広島町大塚・島根県境 - 山県郡北広島町新庄・大朝インター前交差点の区間における県道の管理権限が広島県から北広島町へ移譲される。
- 2024年（令和6年）4月1日 - 安芸高田市の区間（国道54号・国道183号重用区間を除く）における県道の管理権限が広島県西部建設事務所から広島県北部建設事務所へ変更される。

## 路線状況

### 重複区間
- 島根県道41号桜江金城線：浜田市金城町下来原 - 浜田市金城町今福
- 島根県道52号弥栄旭インター線：浜田市旭町丸原 - 浜田市旭町坂本
- 島根県道・広島県道7号浜田作木線：浜田市朝日町 - 浜田市旭町今市
- 島根県道50号田所国府線：浜田市旭町都川 - 邑智郡邑南町市木
- 国道261号：山県郡北広島町新庄・大朝インター前交差点 - 山県郡北広島町有田・八重バイパス中交差点
- 国道433号・国道434号：山県郡北広島町蔵迫
- 広島県道69号千代田八千代線：山県郡北広島町壬生
- 国道54号・国道183号：安芸高田市八千代町勝田・勝田三差路交差点 - 安芸高田市八千代町下根・上根バイパス北口交差点
- 国道54号・国道183号：広島市安佐北区大林町 - 同・下浜ヶ谷交差点
- 国道183号：広島市安佐北区大林町・下浜ヶ谷交差点 - 広島市安佐北区可部3丁目・191号分れ交差点

### 道路施設
- 道の駅舞ロードIC千代田（山県郡北広島町、中国自動車道千代田IC隣接）

## 地理

### 通過する自治体
- 島根県
  - 浜田市
  - 邑智郡邑南町
- 広島県
  - 山県郡北広島町
  - 安芸高田市
  - 広島市（安佐北区）

### 交差する道路
| 交差する道路 | 都道府県名 | 市町村名   | 市町村名   | 交差する場所                 | 交差する場所                                                                                  |
| 現道 | 現道       | 現道       | 現道       | 現道                         | 現道                                                                                          |
| --- | ---------- | ---------- | ---------- | ---------------------------- | --------------------------------------------------------------------------------------------- |
| 国道186号 島根県道・広島県道7号浜田作木線 重複区間起点 | 島根県     | 浜田市     | 浜田市     | 朝日町                       | 朝日町交差点 / 起点                                                                           |
| 島根県道・広島県道5号浜田八重可部線 / 後野工区 島根県道・広島県道7号浜田作木線 / 後野工区 重複 浜田市道00-1-016号後野佐野線 重複区間起点                                                              | 島根県     | 浜田市     | 浜田市     | 後野町                       |                                                                                               |
| 島根県道・広島県道5号浜田八重可部線 / 後野工区 島根県道・広島県道7号浜田作木線 / 後野工区 重複 島根県道301号佐野波子停車場線 浜田市道00-1-012号美田谷雲城線 浜田市道00-1-016号後野佐野線 重複区間終点 | 島根県     | 浜田市     | 浜田市     | 佐野町                       |                                                                                               |
| 島根県道41号桜江金城線 重複区間起点 | 島根県     | 浜田市     | 浜田市     | 金城町下来原（しもくるばら） |                                                                                               |
| 島根県道・広島県道114号今福芸北線 | 島根県     | 浜田市     | 浜田市     | 金城町今福                   |                                                                                               |
| 島根県道41号桜江金城線 重複区間終点 | 島根県     | 浜田市     | 浜田市     | 金城町今福                   |                                                                                               |
| 島根県道52号弥栄旭インター線 重複区間起点 | 島根県     | 浜田市     | 浜田市     | 旭町丸原                     |                                                                                               |
| 島根県道・広島県道7号浜田作木線 重複区間終点 | 島根県     | 浜田市     | 浜田市     | 旭町今市                     |                                                                                               |
| 島根県道52号弥栄旭インター線 重複区間終点 | 島根県     | 浜田市     | 浜田市     | 旭町坂本                     |                                                                                               |
| 島根県道・広島県道113号都川中野線 | 島根県     | 浜田市     | 浜田市     | 旭町都川（つかわ）           |                                                                                               |
| 島根県道50号田所国府線 重複区間起点 | 島根県     | 浜田市     | 浜田市     | 旭町都川                     |                                                                                               |
| 島根県道・広島県道11号旭戸河内線 | 島根県     | 浜田市     | 浜田市     | 旭町市木（いちぎ）           |                                                                                               |
| 島根県道327号市木井原線 | 島根県     | 邑智郡     | 邑南町     | 市木（いちぎ）               |                                                                                               |
| 島根県道・広島県道5号浜田八重可部線 / 瑞穂IC支線 島根県道50号田所国府線 重複区間終点 | 島根県     | 邑智郡     | 邑南町     | 市木                         | 瑞穂IC交差点                                                                                  |
| 広島県道79号芸北大朝線 | 広島県     | 山県郡     | 北広島町   | 大朝                         | わさ大橋交差点                                                                                |
| E74 浜田自動車道 国道261号 重複区間起点 | 広島県     | 山県郡     | 北広島町   | 新庄                         | 大朝インター前交差点 1 大朝IC                                                                 |
| 国道433号 重複区間起点 国道434号 重複区間起点 | 広島県     | 山県郡     | 北広島町   | 蔵迫                         |                                                                                               |
| 国道433号 重複区間終点 国道434号 重複区間終点 | 広島県     | 山県郡     | 北広島町   | 蔵迫                         | 蔵迫中央交差点                                                                                |
| 広島県道316号都志見千代田線 | 広島県     | 山県郡     | 北広島町   | 春木                         | 春木交差点                                                                                    |
| 国道261号 重複区間終点 | 広島県     | 山県郡     | 北広島町   | 有田（ありだ）               | 八重バイパス中交差点                                                                          |
| E2A 中国自動車道 | 広島県     | 山県郡     | 北広島町   | 有田                         | 千代田インター前交差点 24 千代田IC                                                            |
| 広島県道69号千代田八千代線 重複区間起点 | 広島県     | 山県郡     | 北広島町   | 壬生                         | 壬生バイパス中交差点                                                                          |
| 広島県道69号千代田八千代線 重複区間終点 | 広島県     | 山県郡     | 北広島町   | 壬生                         | 壬生バイパス東交差点                                                                          |
| 広島県道321号金屋壬生線 | 広島県     | 山県郡     | 北広島町   | 川井                         |                                                                                               |
| 広島県道319号勝田吉田線 | 広島県     | 安芸高田市 | 安芸高田市 | 八千代町勝田                 |                                                                                               |
| 国道54号 重複区間起点 国道183号 重複区間起点 | 広島県     | 安芸高田市 | 安芸高田市 | 八千代町勝田                 | 勝田三差路交差点【北緯34度37分50.0秒 東経132度37分20.0秒 / 北緯34.630556度 東経132.622222度】 |
| 国道54号 重複区間終点 国道183号 重複区間終点 | 広島県     | 安芸高田市 | 安芸高田市 | 八千代町下根                 | 上根バイパス北口交差点                                                                        |
| 広島県道69号千代田八千代線 | 広島県     | 安芸高田市 | 安芸高田市 | 八千代町上根                 | 上根西交差点                                                                                  |
| 広島県道68号大林井原線 | 広島県     | 広島市     | 安佐北区   | 大林町                       | 上大林交差点                                                                                  |
| 国道54号 重複区間起点 国道183号 重複区間起点 | 広島県     | 広島市     | 安佐北区   | 大林町                       |                                                                                               |
| 国道54号 重複区間終点 | 広島県     | 広島市     | 安佐北区   | 大林町                       | 下浜ヶ谷交差点                                                                                |
| 広島県道253号南原峡線 | 広島県     | 広島市     | 安佐北区   | 三入1丁目                    | 新南原入口交差点                                                                              |
| 国道183号 重複区間終点 国道191号 国道261号 | 広島県     | 広島市     | 安佐北区   | 可部3丁目                    | 191号分れ交差点 / 終点                                                                        |
| 後野工区 |            |            |            |                              |                                                                                               |
| 島根県道・広島県道5号浜田八重可部線 / 現道 島根県道・広島県道7号浜田作木線 / 現道 重複 | 島根県     | 浜田市     | 浜田市     | 後野町                       | 後野工区起点                                                                                  |
| 国道186号 重複区間起点 | 島根県     | 浜田市     | 浜田市     | 後野町                       |                                                                                               |
| 浜田市道00-1-012号美田谷雲城線 | 島根県     | 浜田市     | 浜田市     | 後野町                       |                                                                                               |
| 国道186号 重複区間終点 | 島根県     | 浜田市     | 浜田市     | 後野町                       |                                                                                               |
| 未供用区間 |            |            |            |                              |                                                                                               |
| 浜田市道00-1-012号美田谷雲城線 重複区間起点 | 島根県     | 浜田市     | 浜田市     | 後野町                       |                                                                                               |
| 島根県道・広島県道5号浜田八重可部線 / 現道 島根県道・広島県道7号浜田作木線 / 現道 重複 島根県道301号佐野波子停車場線 浜田市道00-1-012号美田谷雲城線 重複区間終点 浜田市道00-1-016号後野佐野線         | 島根県     | 浜田市     | 浜田市     | 佐野町                       | 後野工区終点                                                                                  |
| 瑞穂IC支線 |            |            |            |                              |                                                                                               |
| 島根県道・広島県道5号浜田八重可部線 / 現道 島根県道50号田所国府線 | 島根県     | 邑智郡     | 邑南町     | 市木                         | 瑞穂IC交差点 / 支線起点                                                                       |
| E74 浜田自動車道 | 島根県     | 邑智郡     | 邑南町     | 市木                         | 支線終点 2 瑞穂IC                                                                             |

### 主な峠
- 三坂峠（島根県邑智郡邑南町 - 広島県山県郡北広島町）
島根県と広島県の県境になっている標高558.6m[3] の峠。中国地方の脊梁である中国山地を横断しているが、峠の両側はいずれも中国山地を越える日本海側の江の川水系である。
- 上根峠（広島県安芸高田市）
瀬戸内海側の太田川水系と日本海側の江の川水系とを分かつ中央分水界にある標高268.1m[7] の峠。しばらくすると広島市に入る瀬戸内海側は谷底から80mの比高によって急峻な山道である[8]。一方の日本海側は平坦であるゆえに片峠となっており、平坦地にある分水界として河川争奪の痕跡が顕著である。
かつては国道54号の一部でもあったが、安芸高田市から広島市安佐北区にかけて上根バイパスが開通して旧道となり、国道指定が外れたため、本路線の単独区間となった。